# Jarosław Biernat
Jarosław Ryszard Biernat (ur. 6 września 1960 w Szczecinie, zm. 20 kwietnia 2019) – polski piłkarz występujący na pozycji pomocnika, zawodnik m.in. Pogoni Szczecin, Legii Warszawa i Eintrachtu Frankfurt, trener.

## Przebieg kariery
Pierwszym klubem Biernata był Pionier Szczecin, którego zawodnikiem był w latach 1974–1977. Przeszedł następnie do Pogoni, największego klubu w Szczecinie. W jej barwach występował najpierw w zespole juniorów i rezerw, a latem 1978 w wieku 17 lat zadebiutował w pierwszej drużynie grającej wówczas w ekstraklasie. W pierwszym sezonie jego występów Pogoń spadła do II ligi, powracając do elity po dwóch latach. Szczecinianie dwukrotnie w tamtym czasie osiągnęli finał Pucharu Polski (1981 i 1982, oba przegrane).
W 1979 znalazł się w składzie reprezentacji Polski U-18 na rozgrywany w Austrii turniej juniorów rangi mistrzostw kontynentu (Polacy nie wyszli z grupy). W 1982 wystąpił w reprezentacji Polski U-21 w rozgrywanym w ramach mistrzostw Europy 1982 rewanżowym ćwierćfinałowym meczu z Anglią (2:2), w którym zdobył pierwszą z bramek dla biało-czerwonych. W maju 1983 zdobył dwie bramki w meczu eliminacji igrzysk olimpijskich 1984 z Finlandią w Helsinkach (4:0). W tym samym miesiącu otrzymał powołanie do kadry reprezentacji A i był rezerwowym w spotkaniu eliminacji ME 1984 z ZSRR (1:1).
W 1983 został graczem Legii Warszawa, debiutując w jej barwach 6 sierpnia 1983 w wyjazdowym spotkaniu z ŁKS Łódź (1:1). W ekipie wojskowych występował przez dwa sezony, w obu był najlepszym ligowym strzelcem zespołu. W 1985 zdobył z warszawskim zespołem tytuł wicemistrza Polski, po czym powrócił do Pogoni.
Po półrocznych występach w barwach szczecińskiej drużyny na początku 1986 wyjechał nielegalnie do Niemiec Zachodnich, gdzie podpisał kontrakt z pierwszoligowym Eintrachtem Frankfurt. Po okresie rocznej karencji wiosną 1987 rozpoczął oficjalne występy w tym zespole. W sezonie 1987/88 został wypożyczony do grającego na drugim poziomie ligowym Union Solingen. Po zakończeniu okresu wypożyczenia wrócił do Frankfurtu, jednak grał niewiele i w 1989 przeniósł się do SpVgg Bayreuth (2. Bundesliga). W kolejnych latach był członkiem klubów z niższych lig niemieckich – Preussen Krefeld i SG Düren 99. Łącznie w polskiej ekstraklasie rozegrał 147 spotkań i zdobył 32 bramki, a w niemieckiej bundeslidze – 12 meczów i jeden gol.
Po zakończeniu kariery pozostał w Niemczech i przez wiele lat pracował jako trener Dürener SV 1906, najpierw jako pierwszy szkoleniowiec, później w roli asystenta i koordynatora taktycznego.
Z zawodu był kucharzem. Zmarł po długiej chorobie 20 kwietnia 2019 w wieku 58 lat.

## Statystyki kariery
| Klub                | Sezon              | Liga               | Liga  | Liga   | Puchar | Puchar | Europa | Europa | Inne  | Inne   | Suma  | Suma   |
| Klub                | Sezon              | Liga               | Mecze | Bramki | Mecze  | Bramki | Mecze  | Bramki | Mecze | Bramki | Mecze | Bramki |
| ------------------- | ------------------ | ------------------ | ----- | ------ | ------ | ------ | ------ | ------ | ----- | ------ | ----- | ------ |
| Pogoń Szczecin      | 1978/1979          | I liga             | 18    | 2      | b.d.   | b.d.   | –      | –      | –     | –      | 18    | 2      |
| Pogoń Szczecin      | 1979/1980          | II liga            | b.d.  | b.d.   | b.d.   | b.d.   | –      | –      | –     | –      | b.d.  | b.d.   |
| Pogoń Szczecin      | 1980/1981          | II liga            | b.d.  | b.d.   | b.d.   | b.d.   | –      | –      | –     | –      | b.d.  | b.d.   |
| Pogoń Szczecin      | 1981/1982          | I liga             | 29    | 6      | b.d.   | b.d.   | –      | –      | b.d.  | b.d.   | 29    | 6      |
| Pogoń Szczecin      | 1982/1983          | I liga             | 29    | 10     | b.d.   | b.d.   | –      | –      | b.d.  | b.d.   | 29    | 10     |
| Pogoń Szczecin      | Ogólnie            | Ogólnie            | 76    | 18     | b.d.   | b.d.   | –      | –      | b.d.  | b.d.   | 76    | 18     |
| Legia Warszawa      | 1983/1984          | I liga             | 29    | 7      | 2      | 0      | –      | –      | –     | –      | 31    | 7      |
| Legia Warszawa      | 1984/1985          | I liga             | 28    | 5      | 3      | 3      | –      | –      | –     | –      | 31    | 8      |
| Legia Warszawa      | Ogólnie            | Ogólnie            | 57    | 12     | 5      | 3      | –      | –      | –     | –      | 62    | 15     |
| Pogoń Szczecin      | 1985/1986          | I liga             | 14    | 2      | b.d.   | b.d.   | –      | –      | –     | –      | 12    | 0      |
| Eintracht Frankfurt | 1986/1987          | Bundesliga         | 9     | 1      | 0      | 0      | –      | –      | –     | –      | 9     | 1      |
| Union Solingen      | 1987/1988          | 2. Bundesliga      | 22    | 5      | 1      | 0      | –      | –      | –     | –      | 23    | 5      |
| Eintracht Frankfurt | 1988/1989          | Bundesliga         | 3     | 0      | 1      | 0      | 2      | 0      | –     | –      | 6     | 0      |
| SpVgg Bayreuth      | 1989/1990          | 2. Bundesliga      | 17    | 2      | 1      | 0      | –      | –      | –     | –      | 18    | 2      |
| Ogólnie w karierze  | Ogólnie w karierze | Ogólnie w karierze | 198   | 40     | 8      | 3      | 2      | 0      | b.d.  | b.d.   | 208   | 43     |

## Sukcesy
Legia Warszawa
- Ekstraklasa Wicemistrz: 1984/1985

Pogoń Szczecin
- Puchar Polski Finał: 1980/1981, 1981/1982
- Puchar Intertoto Zwycięstwo[c]: 1983
- II liga Mistrz i awans do ekstraklasy[d]: 1980/1981

Eintracht Frankfurt
- Puchar Zdobywców Pucharów Ćwierćfinał: 1988/1989